# Яблочный хрен
Яблочный хрен (а́пфелькрен; нем. Apfelkren) — соус в австрийской, венской и южнонемецкой кухне, по виду напоминающий яблочное пюре. Подаётся к холодным и горячим блюдам из говядины, в частности к тафельшпицу, а также копчёной рыбе. Готовится из натёртого хрена, очищенных кисловатых яблок и сливок с добавлением лимонного сока, соли и сахара.